# بیست و دومین دوره جوایز اسکار
این مراسم در روز ۲۳ مارس ۱۹۵۰ در تئاتر پنتیجز هالیوود کالیفرنیا توسط پل داگلاس برگزار شد.
برندگان این دوره از رقابت‌های اسکار شامل افراد زیر هستند:

## جوایز
برندگان اول در حروف برجسته ذکر شده و مشخص شده است.
| بهترین فیلم | بهترین کارگردانی |
| --- | --- |
| - رابرت راسن for کلمبیا پیکچرز - تمام مردان شاه - دور شری for مترو گلدوین مایر - میدان جنگ - ویلیام وایلر for پارامونت پیکچرز - وارثه - سول سی سیگل for فاکس قرن بیستم - نامه‌ای به سه همسر - دارلی اف. زانوک for فاکس قرن بیستم - دوازده ساعت پرواز | - جوزف ال. منکیه‌ویچ – نامه‌ای به سه همسر - کارول رید – بت سقوط کرده - رابرت راسن – تمام مردان شاه - ویلیام ولمان – میدان جنگ - ویلیام وایلر – وارثه |
| بهترین بازیگر نقش اول مرد | بهترین بازیگر نقش اول زن |
| - برودریک کرافورد – تمام مردان شاه - کرک داگلاس – قهرمان - گریگوری پک – دوازده ساعت پرواز - ریچارد تاد – قلب عجول - جان وین – شن‌های آیو جیما | - الیویا دو هاویلند – وارثه - جین کرین – پینکی - سوزان هیوارد – دل نادان من - دبورا کار – ادوارد، پسرم - لرتا یونگ – به اصطبل بیا |
| بهترین بازیگر نقش مکمل مرد | بهترین بازیگر نقش مکمل زن |
| - دین جگر – دوازده ساعت پرواز - جان آیرلند – تمام مردان شاه - آرتور کندی – قهرمان - رالف ریچاردسون – وارثه - جیمز ویتمور – میدان جنگ | - مرسدس مک‌کمبریج – تمام مردان شاه - اتل باریمور – پینکی - سلست هولم – به اصطبل بیا - السا لنسکتر – به اصطبل بیا - اتل واترز – پینکی |
| فیلم‌نامه اقتباسی | فیلم‌نامه اوریژینال |
| - نامه‌ای به سه همسر – جوزف ال. منکیه‌ویچ - قهرمان – کارل فورمن - بت سقوط کرده – گراهام گرین - تمام مردان شاه – رابرت راسن - دزدان دوچرخه – چزاره زاواتینی | - میدان جنگ – رابرت پیروش - جولسن دوباره می‌خواند – سیدنی باکمن - گذرنامه برای پیملیکو – تی. ئی. بی. کلارک - از خودی‌ها – آلفرد هیز, فدریکو فلینی, سرجیو آمیدی, مارچلو پالی‌یرو و روبرتو روسلینی - شخص آرام – هلن لویت, Janice Loeb و سیدنی مایرز                                                  |
| بهترین Story | بهترین Animated Short Film |
| - The Stratton Story – داگلاس مارو - شن‌های آیو جیما – هری براون - گرمای سفید – ویرجینیا کلاگ - به اصطبل بیا – کلر بوث لوس - It Happens Every Spring – Shirley W. Smith and والنیتن دیویس | - For Scent-imental Reasons - Canary Row (خروج از نامزدی) - Hatch Up Your Troubles - The Magic Fluke - Toy Tinkers |
| بهترین Documentary Feature | بهترین مستند کوتاه |
| - سحرگاه در اودی - Kenji Comes Home | - A Chance to Live - So Much for So Little - ۱۸۴۸ - The Rising Tide |
| بهترین Live Action Short Film, One-Reel | بهترین Live Action Short Film, Two-Reel |
| - Aquatic House Party – جک ایتن - Roller Derby Girl – جاستین هرمن - So You Think You're Not Guilty – گوردون هالینگزهد - Spills and Chills – Walton C. Ament - Water Trix – پیت اسمیت | - ون گوگ – Gaston Diehl و رابرت راسن - The Boy and the Eagle – William Lasky - Chase of Death – اروینگ آلن - The Grass Is Always Greener – گوردون هالینگزهد - Snow Carnival – گوردون هالینگزهد                                                                                                  |
| بهترین موسیقی فیلم | بهترین ترانه |
| - وارثه – آرون کوپلند - Beyond the Forest – ماکس اشتاینر - قهرمان – دیمیتری تیومکین | - در جستجوی تفریحات شهری – راجر ایدنس و لنی هیتون - جستجو (۱۹۴۹ فیلم) – ری هایندورف - جولسن دوباره می‌خواند – موریس استولوف و جرج دانینگ |
| بهترین Original Song | بهترین Sound Recording |
| - "عزیزم بیرون سرده" از دختر نپتون – موسیقی و شعر توسط فرانک لسر - "It's a Great Feeling" از It's a Great Feeling – موسیقی توسط جول استاین; شعر توسط سامی کان - "Lavender Blue" از عزیز دلم – موسیقی توسط الیوت دانیل; شعر توسط Larry Morey - "My Foolish Heart" از دل نادان من – موسیقی توسط ویکتور یانگ; شعر توسط ند واشینگتن - "Through a Long and Sleepless Night" از به اصطبل بیا – موسیقی توسط آلفرد نیومن; شعر توسط مک گوردون | - دوازده ساعت پرواز – توماس تی. مولتن, Twentieth Century-Fox Studio Sound Department - شن‌های آیو جیما – دانیل جی. بلومبرگ, Republic Studio Sound Department - یک بار دیگر، عزیزم – Leslie I. Carey, Universal-International Studio Sound Department                                             |
| بهترینArt Direction (سیاه و سفید) | بهترینArt Direction (رنگی) |
| - وارثه – Art Direction: John Meehan و هری Horner; Set Decoration: امیل کری - مادام بوواری – Art Direction: سدریک Gibbons و جک مارتین Smith; Set Decoration: ادوین بی. ویلیس و Richard A. Pefferle - به اصطبل بیا – Art Direction: Lyle Wheeler و جوزف سی. رایت; Set Decoration: Thomas Little و پل اس. فاکس | - زنان کوچک – Art Direction: سدریک گیبنز و پل Groesse; Set Decoration: ادوین بی. ویلیس و جک دی. مور - ماجراهای دن خوان – Art Direction: Edward Carrere; Set Decoration: Lyle Reifsnider - Saraband for Dead Lovers – Art Direction and Set Direction: Jim Morahan, William Kellner و مایکل رالف |
| بهترین فیلمبرداری (سیاه و سفید) | بهترین فیلمبرداری (رنگی) |
| - میدان جنگ – پل. سی. ووگل - به اصطبل بیا – جوزف لاشل - قهرمان – فرانتس پلانر - پرنس روباهان – لئون شامروی - وارثه – لئو توور | - او یک روبان زرد بست – وینتون هاچ - Sand – چارلز جی. کلارک - زنان کوچک – Robert Planck و چارلز شونباوم - جولسن دوباره می‌خواند – ویلیام سنایدر - The Barkleys of Broadway – هری استرادلینگ |
| بهترین طراحی لباس (سیاه و سفید) | بهترین طراحی لباس (رنگی) |
| - وارثه – ادیت هد، گایل استیل - پرنس روباهان – ویتوریو نینو نووارز | - ماجراهای دون خوان – لیا رودس, Travilla و مارجورب بست - Mother Is a Freshman – Kay Nelson |
| جایزه اسکار بهترین تدوین فیلم | بهترین جلوه‌های ویژه |
| - قهرمان – هری دابلیو. گرستاد - میدان جنگ (فیلم ۱۹۴۹) – جان دانینگ - پنجره – فردریک نیوتسن - تمام مردان شاه – رابرت پریش و آل کلارک - شن‌های آیو جیما – ریچارد ال. ون انگر | - جو یانگ قدرتمند (فیلم ۱۹۴۹) – Arko Production; RKO Radio - تولسا – والتر واگنر; Eagle Lion |

## جوایز اسکار افتخاری
- فرد آستر
- سیسیل ب دومیل
- ژان هرشولت

## بهترین فیلم غیر انگلیسی‌زبان
- دزدان دوچرخه (ایتالیا)

## جایزه اسکار بهترین بازیگر نوجوان
- بابی دریسکول

## اهداکنندگان
- ژوئن الیسون و دیک پاول (اهداکننده: بهترین فیلمبرداری)
- آن بکستر و جان هودیاک (اهداکننده: Short Subject Awards)
- چالز براکت (اهداکننده: جایزه افتخاری به سیسیل ب دومیل)
- جیمز کاگنی (اهداکننده: بهترین فیلم)
- پگی داو و جوآن درو (اهداکنندهs: بهترین طراحی لباس)
- خوزه فرر (اهداکننده: جوایز علمی و فنی)
- باربارا هالی و روت رومن (اهداکننده: بهترین Art Direction)
- جیمز هیلتون (اهداکننده: جوایز نگارش)
- John Lund (اهداکننده: بهترین صدابرداری)
- لدا لوپینو (اهداکننده: بهترین کارگردانی)
- ری میلند (اهداکننده: بهترین بازیگر نقش مکمل زن)
- جرج مورفی (اهداکننده: جوایز مستند)
- پاتریشیا نیل (اهداکننده: بهترین جلوه‌های ویژه)
- دانالد اوکانر (اهداکننده: جایزه نوجواون به بابی دریسکول)
- کول پورتر (اهداکننده: جوایز موسیقی)
- میشلین پرل (اهداکننده: بهترین فیلم خارجی زبان)
- رونالد ریگان (اهداکننده: جایزه افتخاری به ژان هرشولت)
- مارک رابسون (اهداکننده: بهترین تدوین فیلم)
- جینجر راجرز (اهداکننده: جایزه افتخاری به فرد آستر)
- جیمز استوارت (اهداکننده: بهترین نقش اول زن)
- کلر تروور (اهداکننده: بهترین نقش مکمل زن)
- جین وایمن (اهداکننده: بهترین نقش اول مرد)

## نوازندگان
- جین اتری
- آن بلایت
- ارلن دال, بتی گرت, ریکاردو مونتالبان, و رد اسکلتون ("عزیزم بیرون سرده" از دختر نپتون)
- دین مارتین
- Smilin' Jack Smith

## نامزدی و برنده شدن چندگانه
این فیلم‌ها نامزد چندین جایزه شدند:
- ۸ نامزدی: وارثه
- ۷ نامزدی: تمام مردان شاه, Come to the Stable
- ۶ نامزدی: میدان جنگ, قهرمان
- ۴ نامزدی: Sands of Iwo Jima, دوازده ساعت پرواز
- ۳ نامزدی: جولسن دوباره می‌خواند, نامه‌ای به سه همسر, پینکی
- ۲ نامزدی: ماجراهای دون خوان بت سقوط کرده, زنان کوچک, My Foolish Heart, پرنس روباهان

| فیلم‌های زیر جوایز متعدد دریافت کردند. | - ۴ wins: وارثه - ۳ برنده: تمام مردان شاه - ۲ برنده: میدان جنگ, نامه‌ای به سه همسر, دوازده ساعت پرواز |